# 江埔街道
江埔街道，是中华人民共和国广东省广州市从化区下辖的一个乡镇级行政单位。

## 行政区划
江埔街道下辖以下地区：
河东南社区、河东北社区、吉星社区、新星社区、联星社区、沿江南社区、锦一村、锦二村、锦三村、南方村、新明村、上罗村、下罗村、凤一村、凤二村、汉田村、钓里村、黄围村、鹊塱村、和睦村、禾仓村、江埔村、江村、凤院村、山下村、高峰村和海塱村。

## 交通

### 地铁
█14号线：从化客运站